# Echinophyllia costata
Echinophyllia costata är en korallart som beskrevs av Fenner och Veron 2002. Echinophyllia costata ingår i släktet Echinophyllia och familjen Pectiniidae. IUCN kategoriserar arten globalt som sårbar. Inga underarter finns listade i Catalogue of Life.